# 岱庙
岱庙位于山东省泰安市泰山南麓，也称东岳庙，是历代帝王举行封禅大典和祭拜泰山神的地方。1988年被列入全国重点文物保护单位。

## 建筑文物

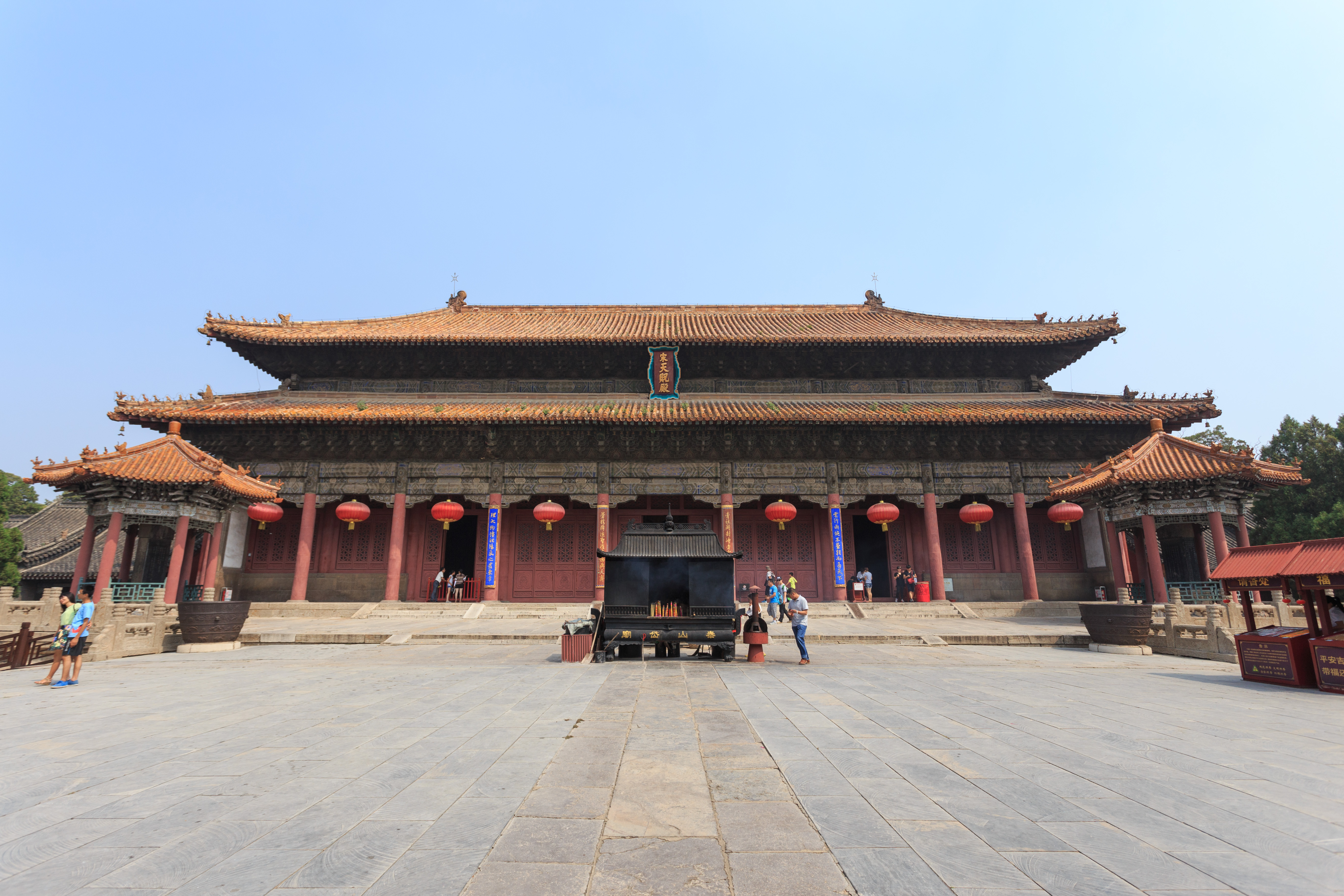
岱庙主体建筑天贶殿

岱庙的主体建筑是天贶殿，主祀东岳大帝，與北京故宮太和殿、曲阜孔廟大成殿並稱中國三大殿。
宋大中祥符元年（1008年）宋真宗率領眾臣來到泰山舉行封禪大典。隔年，大中祥符二年（1009年）下詔擴建岱廟，並在原有泰山神殿的基礎上建造天貺殿。
天貺殿為岱廟中的核心建築，東西長43.67米、南北寬48.7米、高22.3米；殿闊九間、進深五間。上面以黃色琉璃瓦覆蓋，為典型的代表帝王「九五之尊」的皇家宮殿。
庙内存有秦朝李斯篆书的泰山刻石。
天贶殿内藏有一大型壁画：泰山神启跸回銮图，全图长62米，高3.30米。泰安市博物馆认为，此笔画是我国现存道教壁画中的上乘作品，具有极高的历史和艺术价值。
岱庙存有大量的石碑石刻，内有自秦汉以来的历代碑碣石刻211通。岱庙内有古树名木200余株，其中“汉柏”、“唐槐”最为著名。岱庙是泰山历史文化的缩影，其具有重要的历史、艺术、科学价值。
岱庙内立有一济南惨案纪念碑，以纪念北伐战争期间日军无故占领济南并屠杀中国军民六千余人的五三惨案。
在泰安岱庙双龙池正北、遥参亭前另有一块1929年5月3日立的五三惨案纪念碑，之后济南市按照此样式复刻了石碑，一块在原五三街旧址处，另一块在趵突泉公园五三纪念堂。

## 历史与现状
岱庙创建于汉代，唐宋时期多次扩建，殿阁辉煌。至金代部分建筑被毁，元时又有增修，明嘉靖年间庙内大部分建筑遭到焚毁，清代再次修缮。岱庙总面积10万平方米，是泰山现存规模最大的古建筑群。

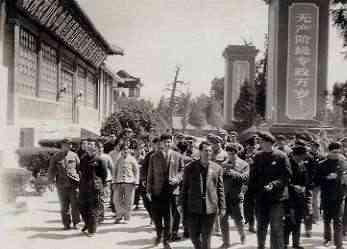
文革期间，1970年，以比拉尔.霍查为总领队的阿尔巴尼亚实习生一行7人，游览泰山参观岱庙，当时岱庙天贶殿已被改造成了展览馆。

文化大革命期间（1966-1976年），岱庙以及泰山上各庙宇、建筑遭遇空前浩劫。1971年，泰山管理机构恢复，开启一些修复工作。
- 1966年8月25日“破四旧”期间，泰城红卫兵，用了不到一天的时间，砸毁王母池、斗母宫等地的近百作座神像[10]。同日，泰安水校、农学院等校学生将岱庙大殿中的泰山像拉倒，继而把陈列在殿中的“泰山展览”也砸了，其中将展品唐摩崖册页拓本撕毁[10]。红卫兵造反派用刷笔蘸墨汁在东北墙壁画下部，书写上了“砸烂旧世界”大字标语，并在西墙壁画人物稠密之处用铁锹横竖铲划，致使壁画大受损伤[10]。
- 岱庙太尉殿拆除，正阳门改为水泥新式大门[8]，岱庙配天门、仁安门两侧建起水泥结构平顶展馆建筑，直接影响岱庙的整体风格，1998年施工恢复了原有历史风貌[11]。后石坞大铜钟和岱庙所存明代铜器被砸烂21吨[8]。

1986年，泰安市博物馆依托于岱庙建馆。泰安市博物馆是国家二级博物馆，也是全国古籍重点保护单位。泰安市博物馆馆藏文物1万余件，其中一级文物139件，三级以上文物3000余件；并存有古籍接近4万册，其中善本700余种1万余册。
1988年岱庙被列入第三批全国重点文物保护单位。

## 图片

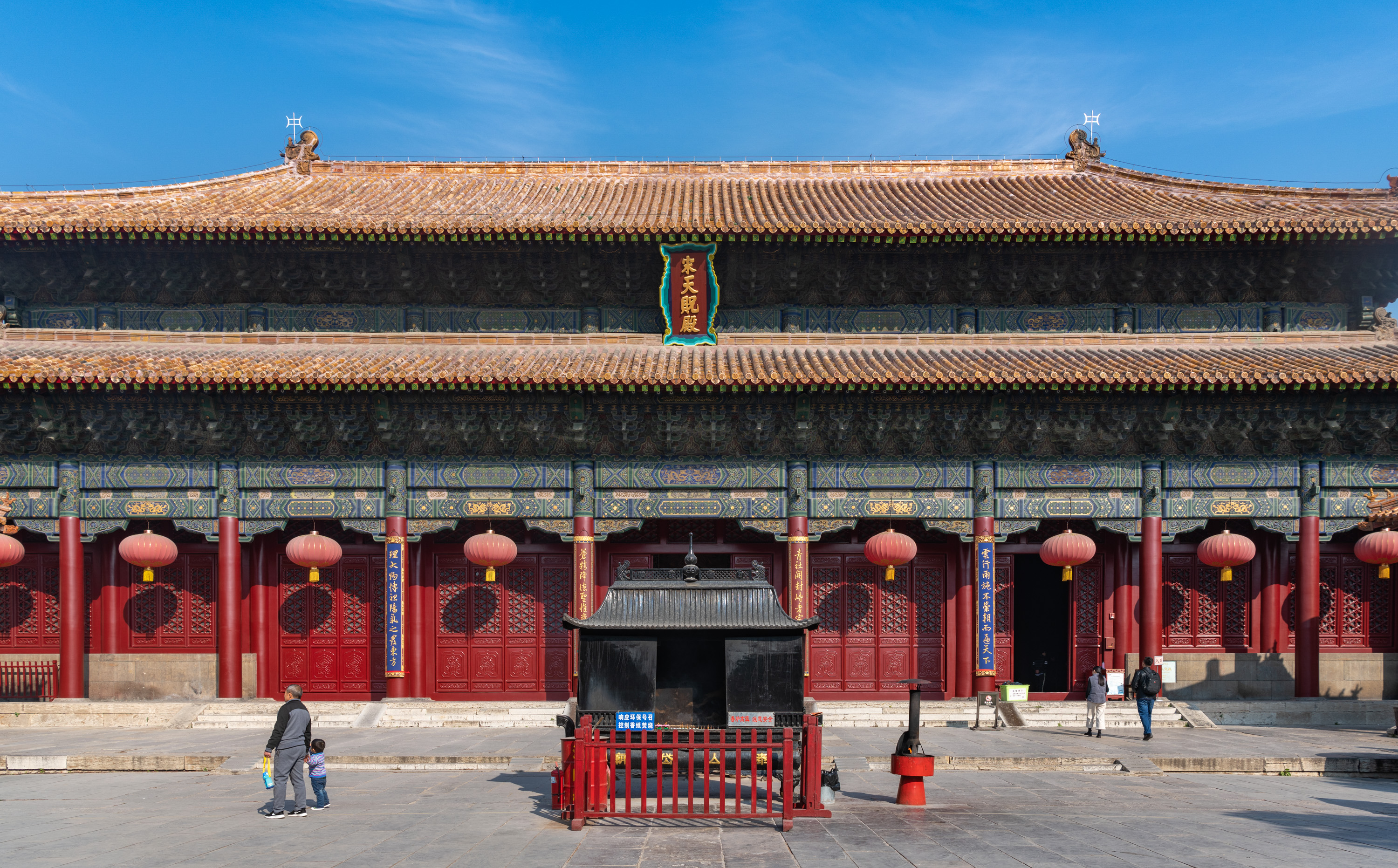
天贶殿，2018年
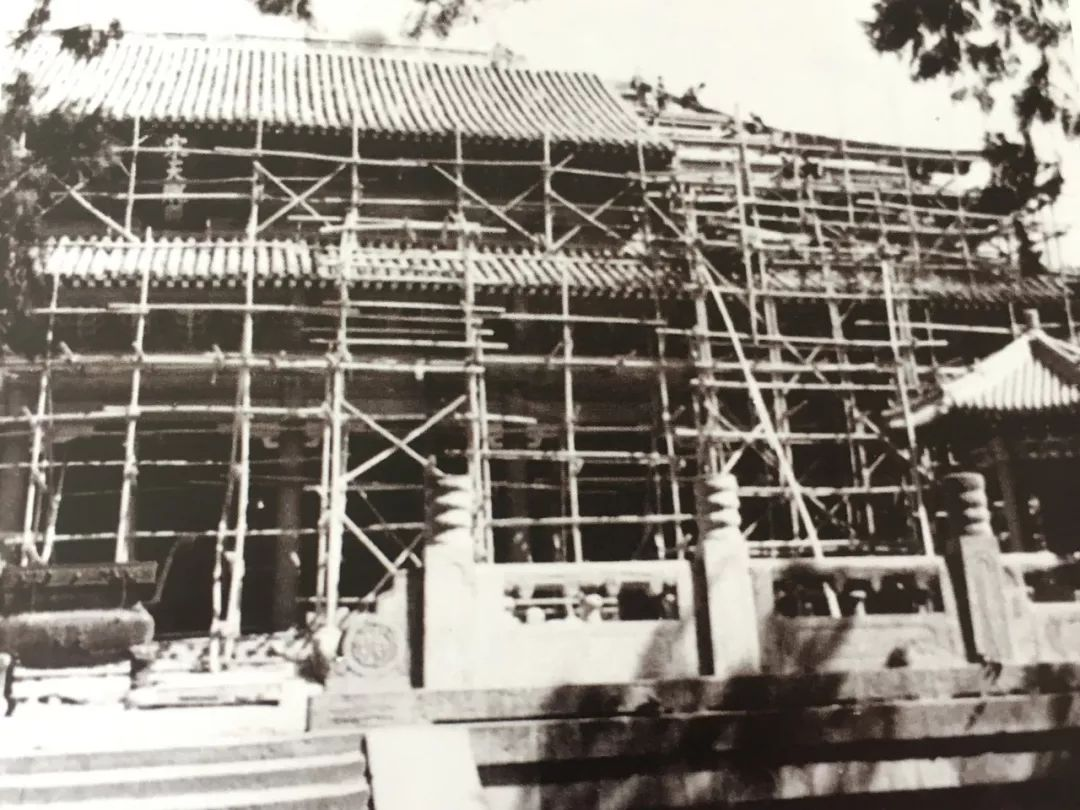
1956年，泰安文物部门修缮岱庙天贶殿施工现场
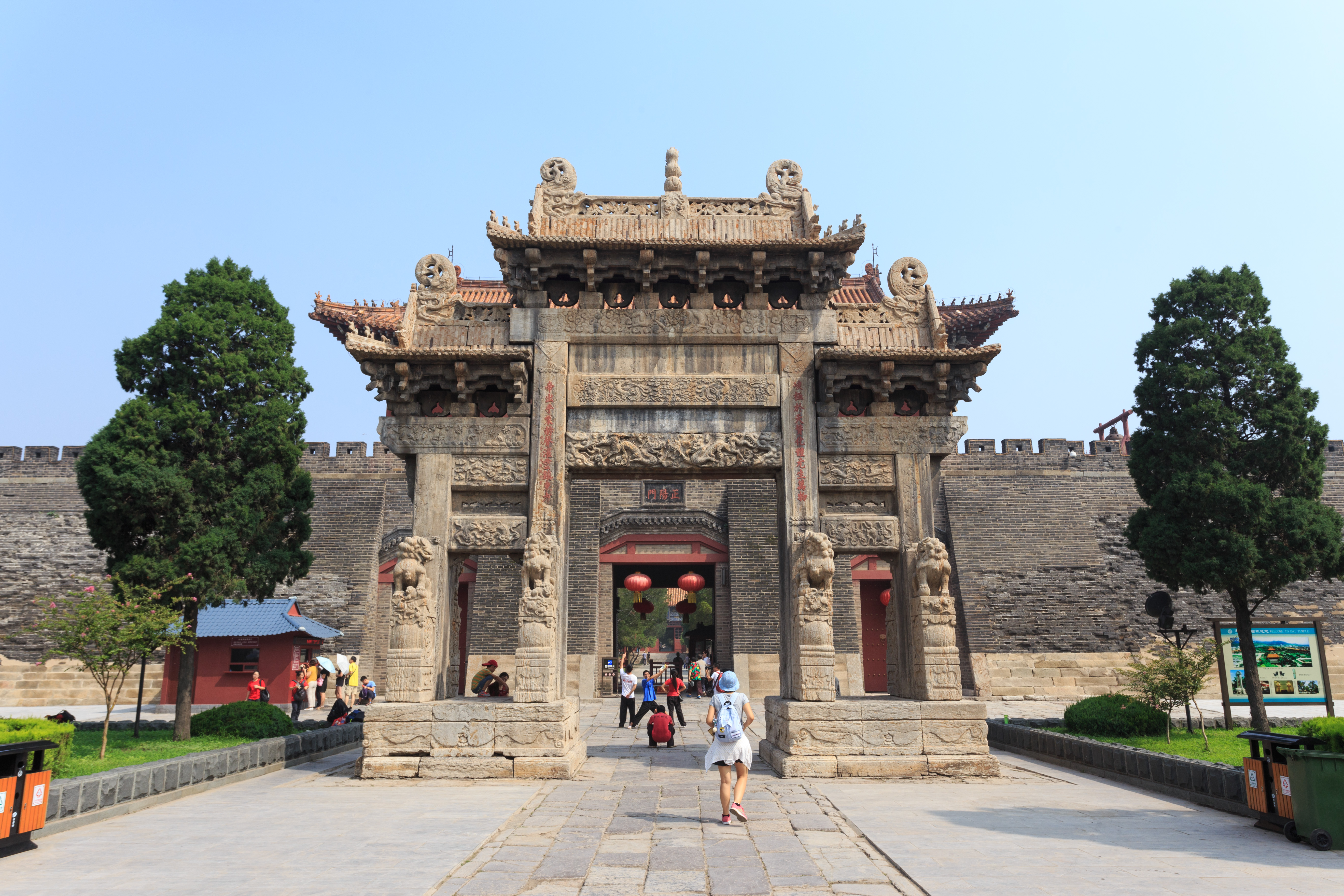
岱庙坊
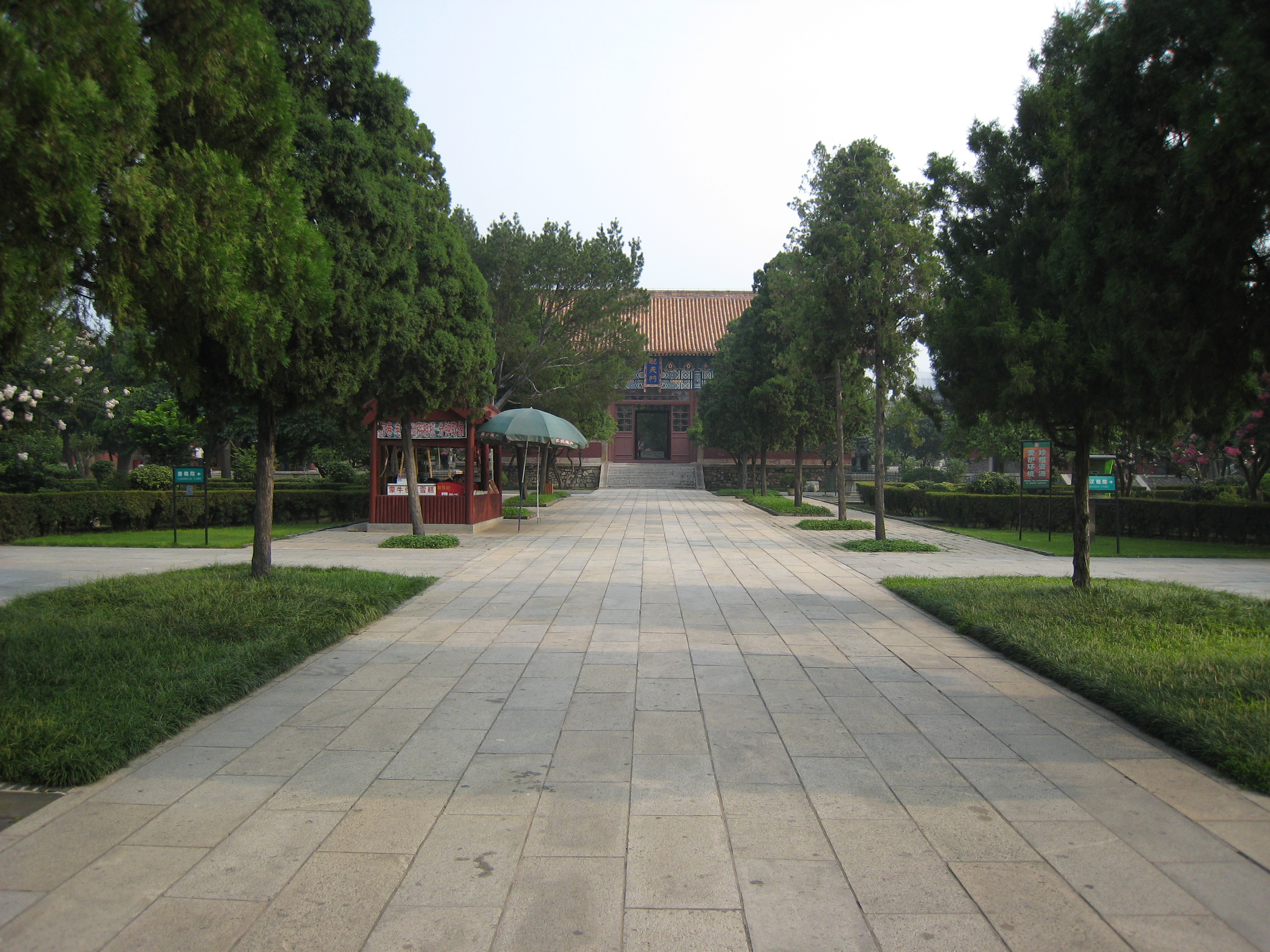
配天门
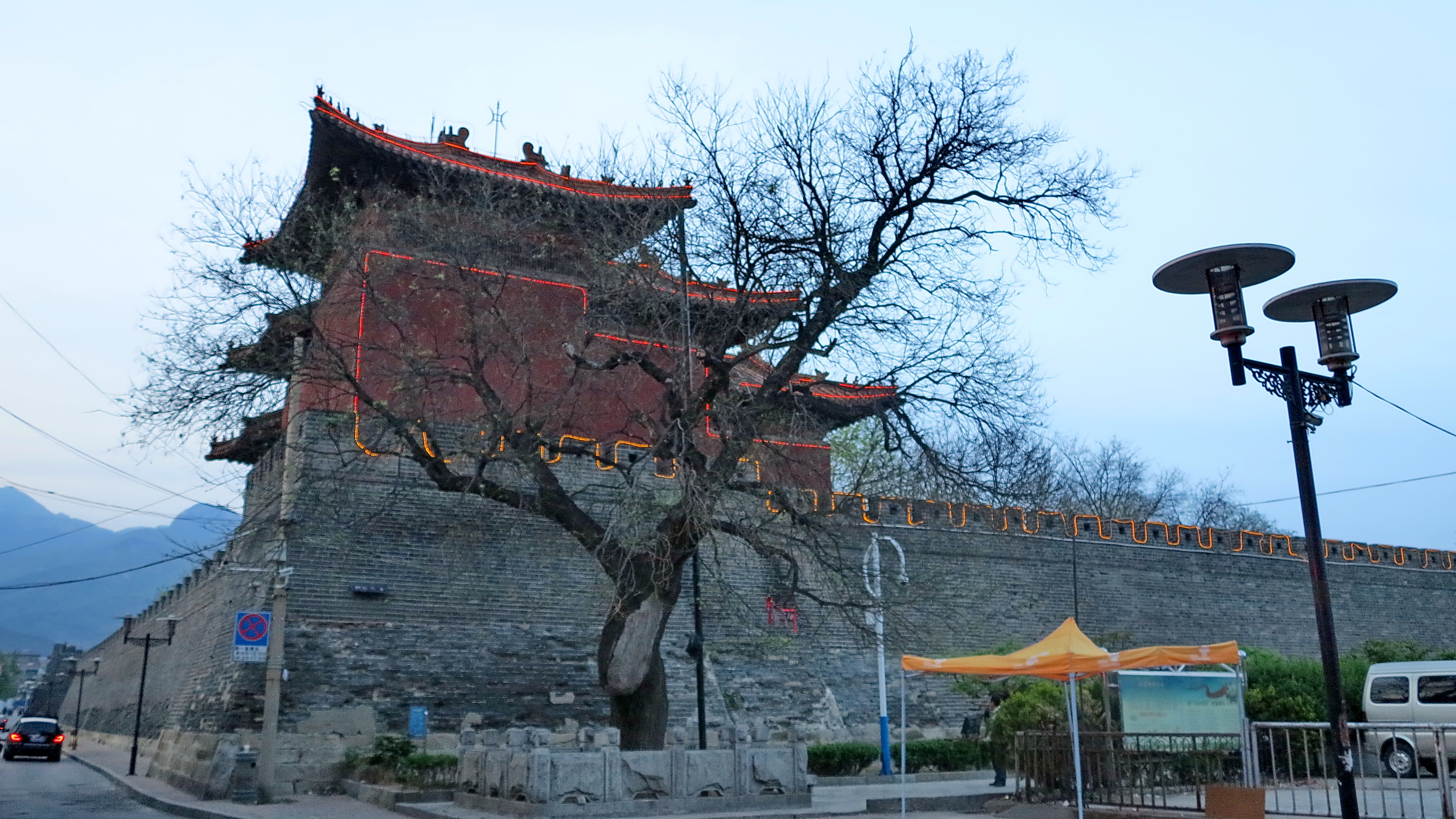
岱庙城墙外西南角
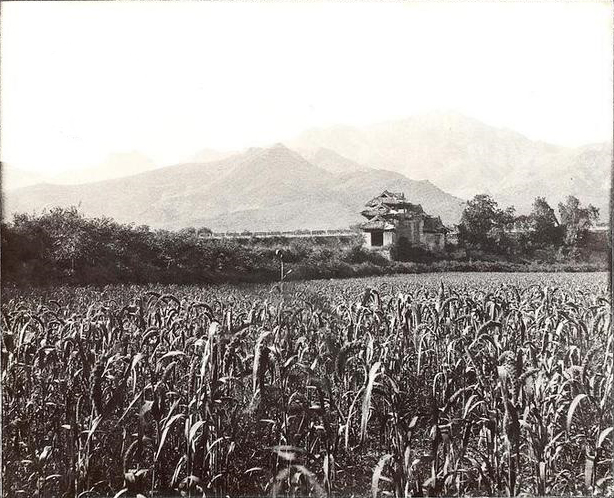
1907年9月9日岱庙西北角庙前的小米地
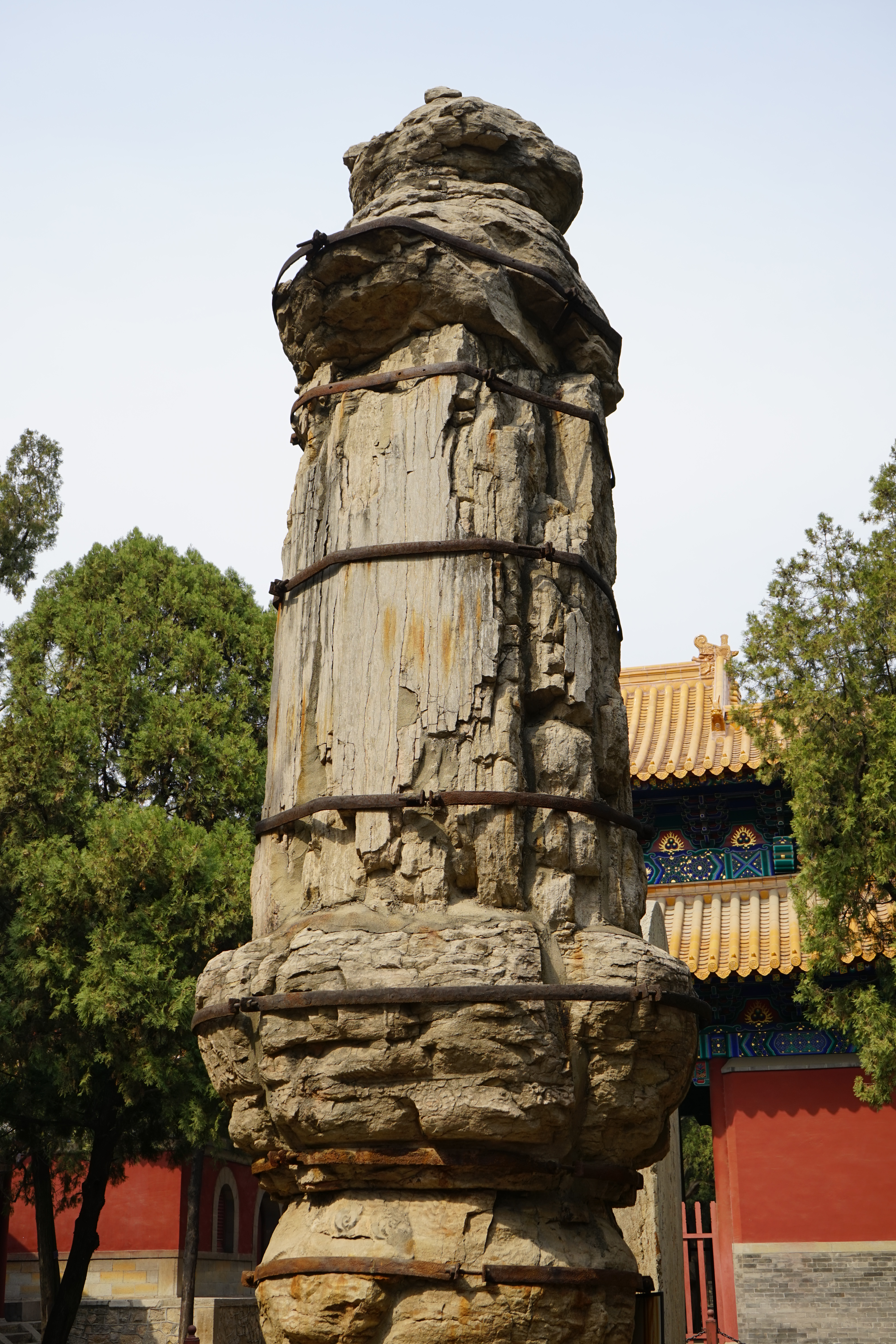
经幢
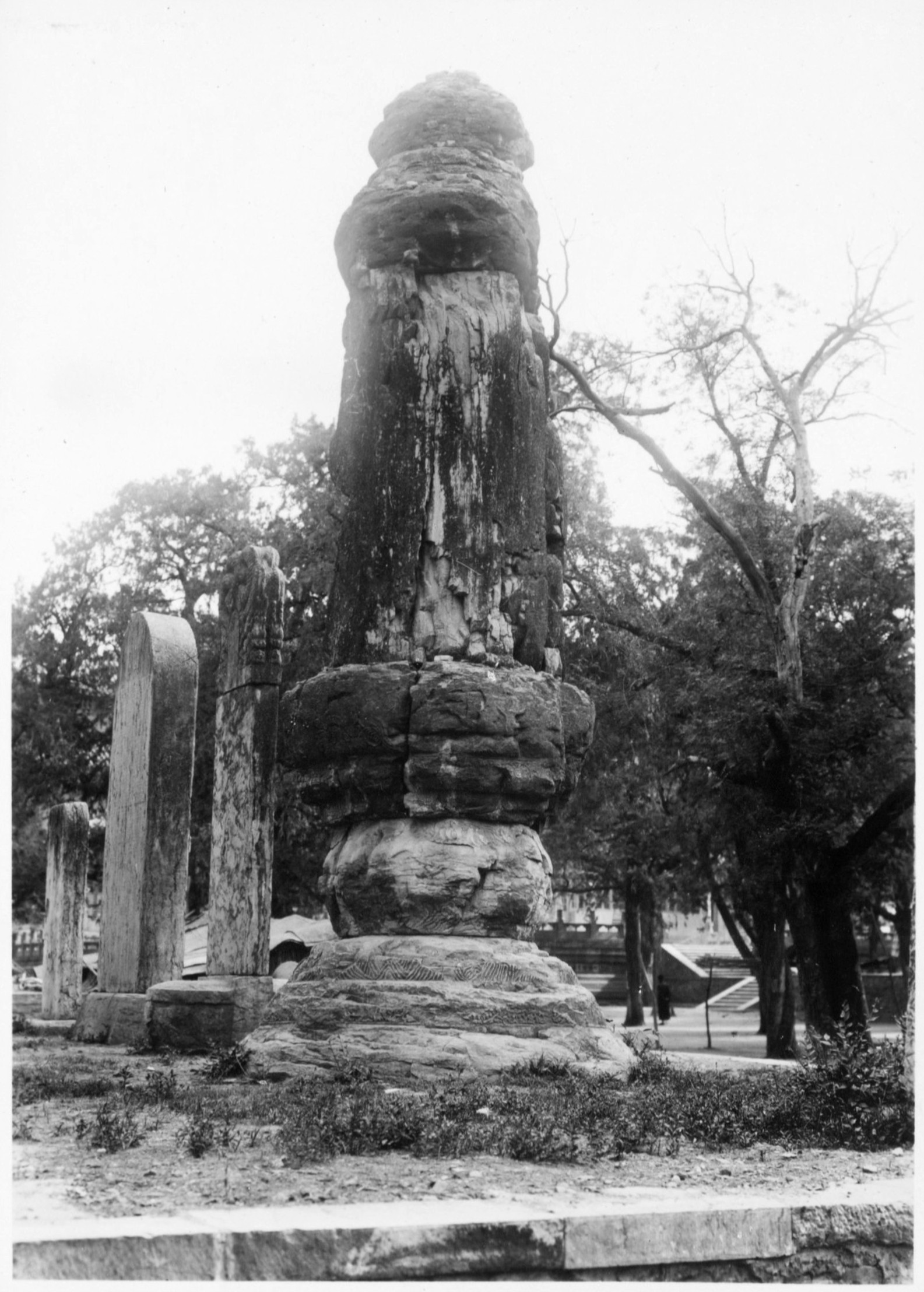
石幢，1929年日本间谍岛崎役治拍摄
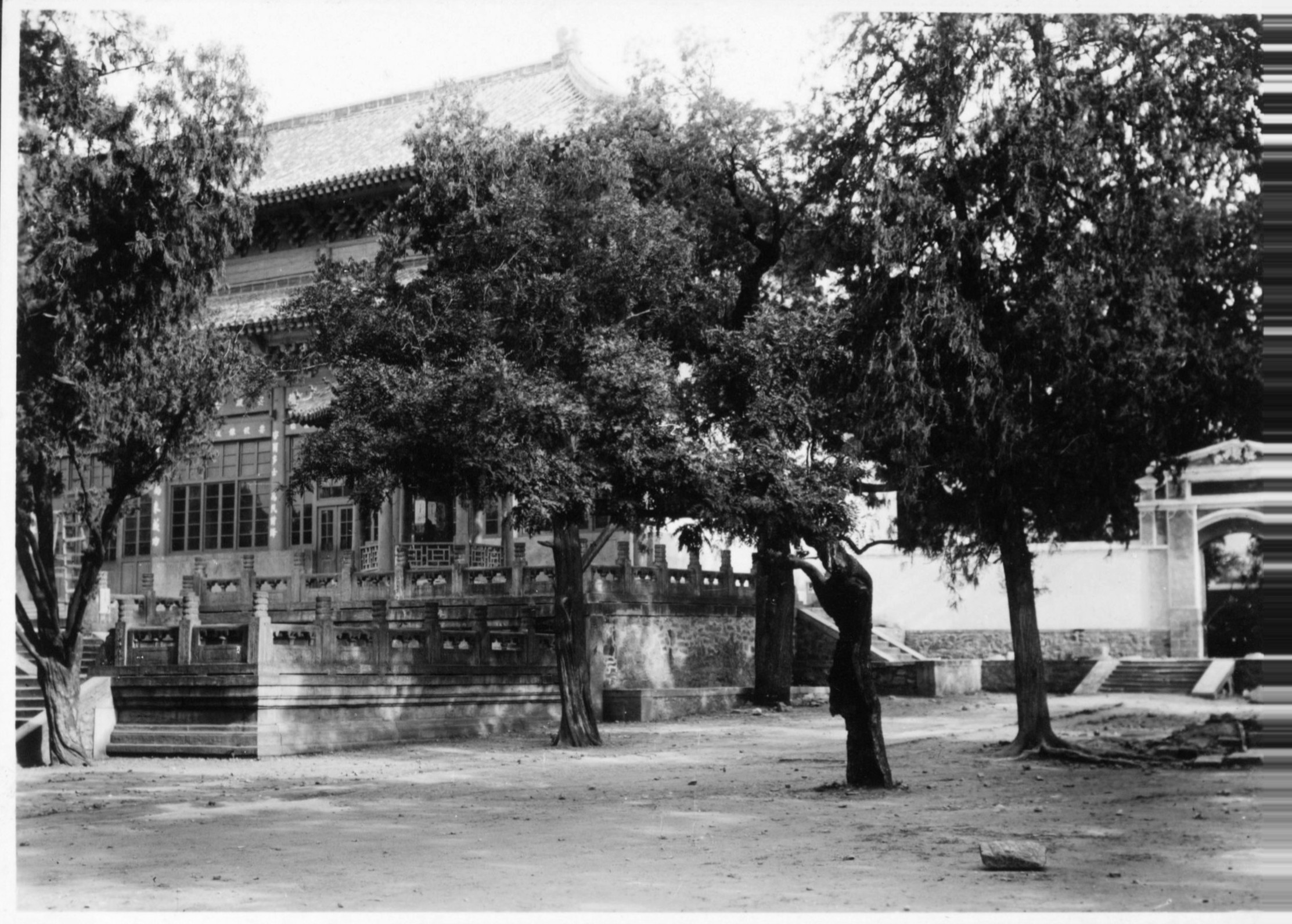
峻极殿，1929年
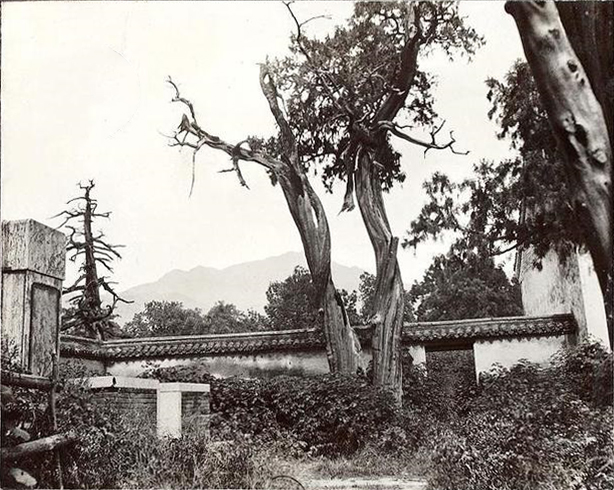
汉柏，拍摄于1907年9月11日的岱庙
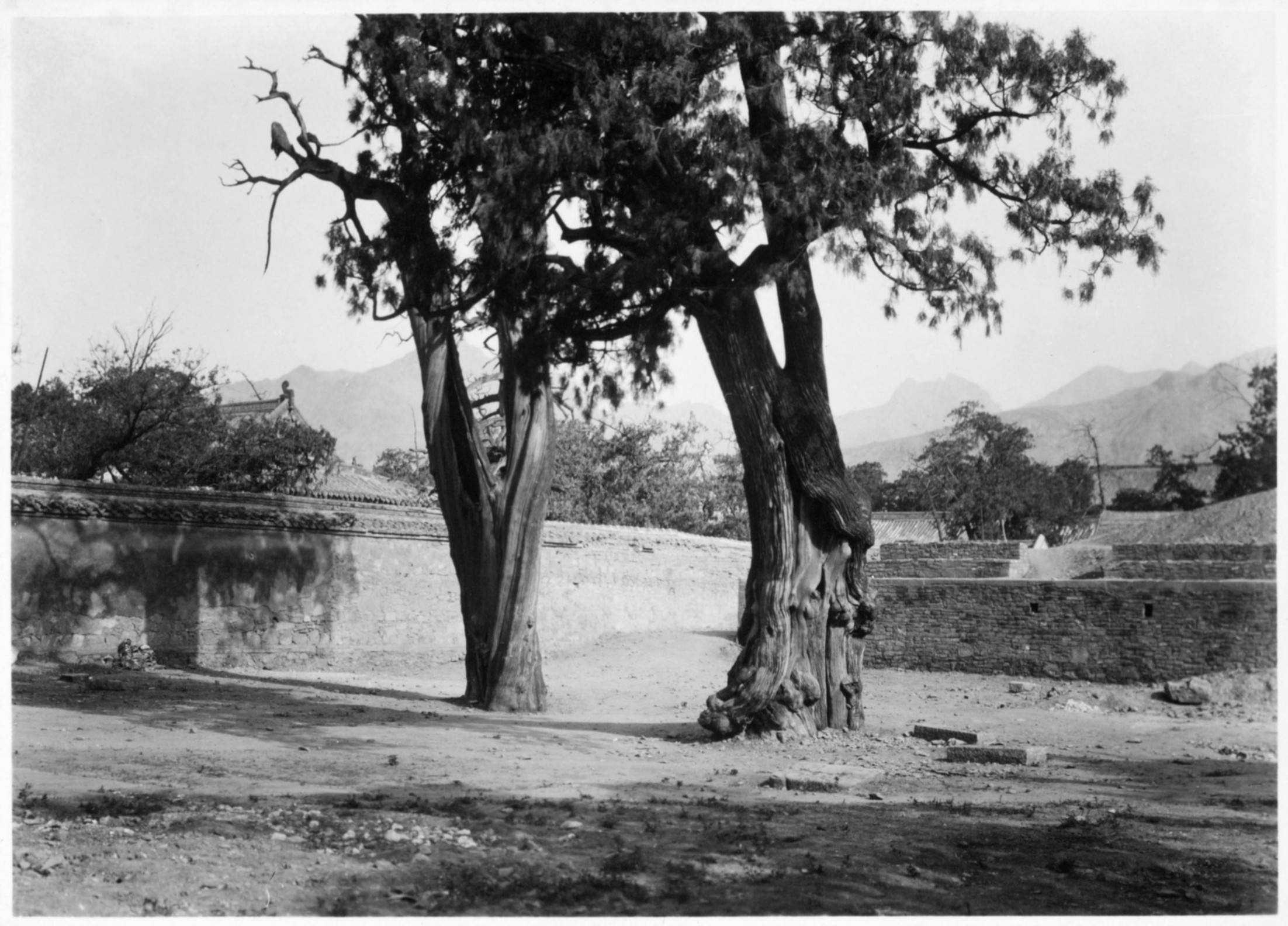
汉柏，1929年
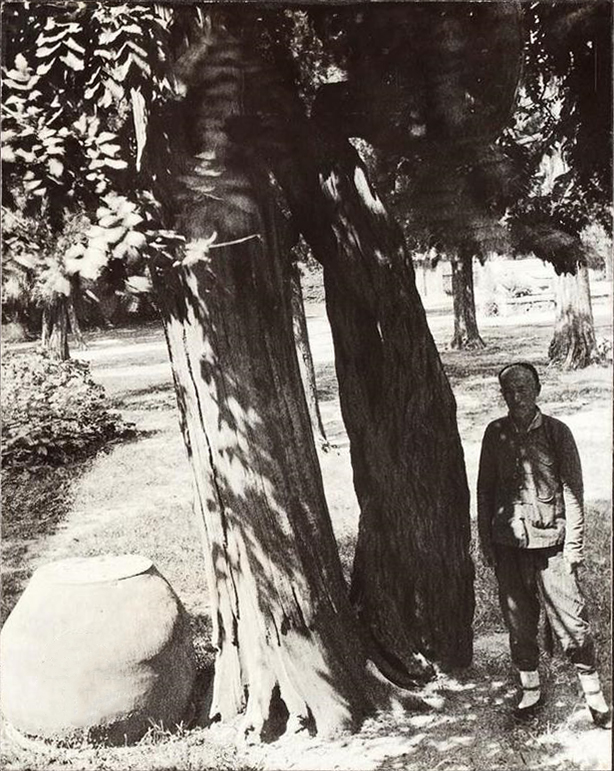
华斌庭院内几百年历史的古紫藤，1907年
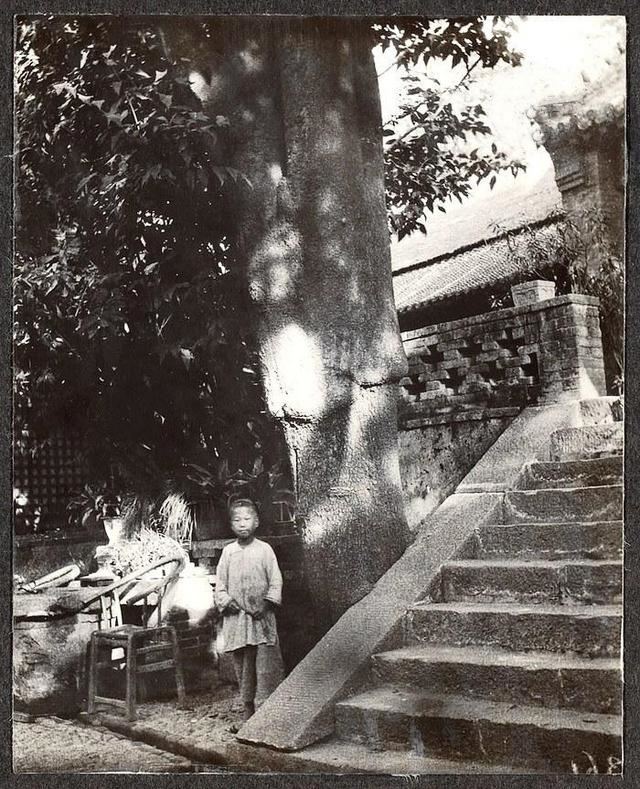
野生柿子树，1907年
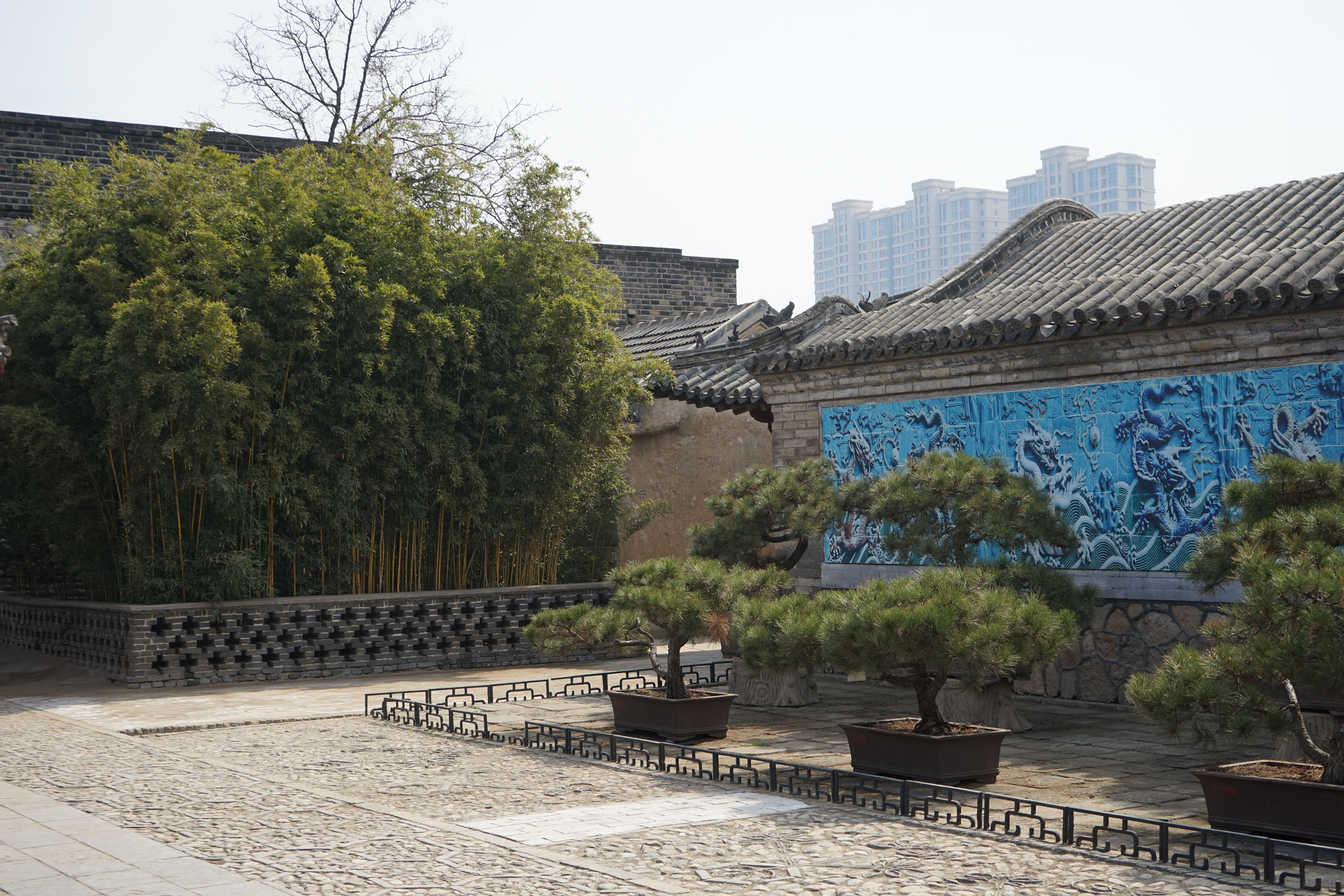
东御座 院内
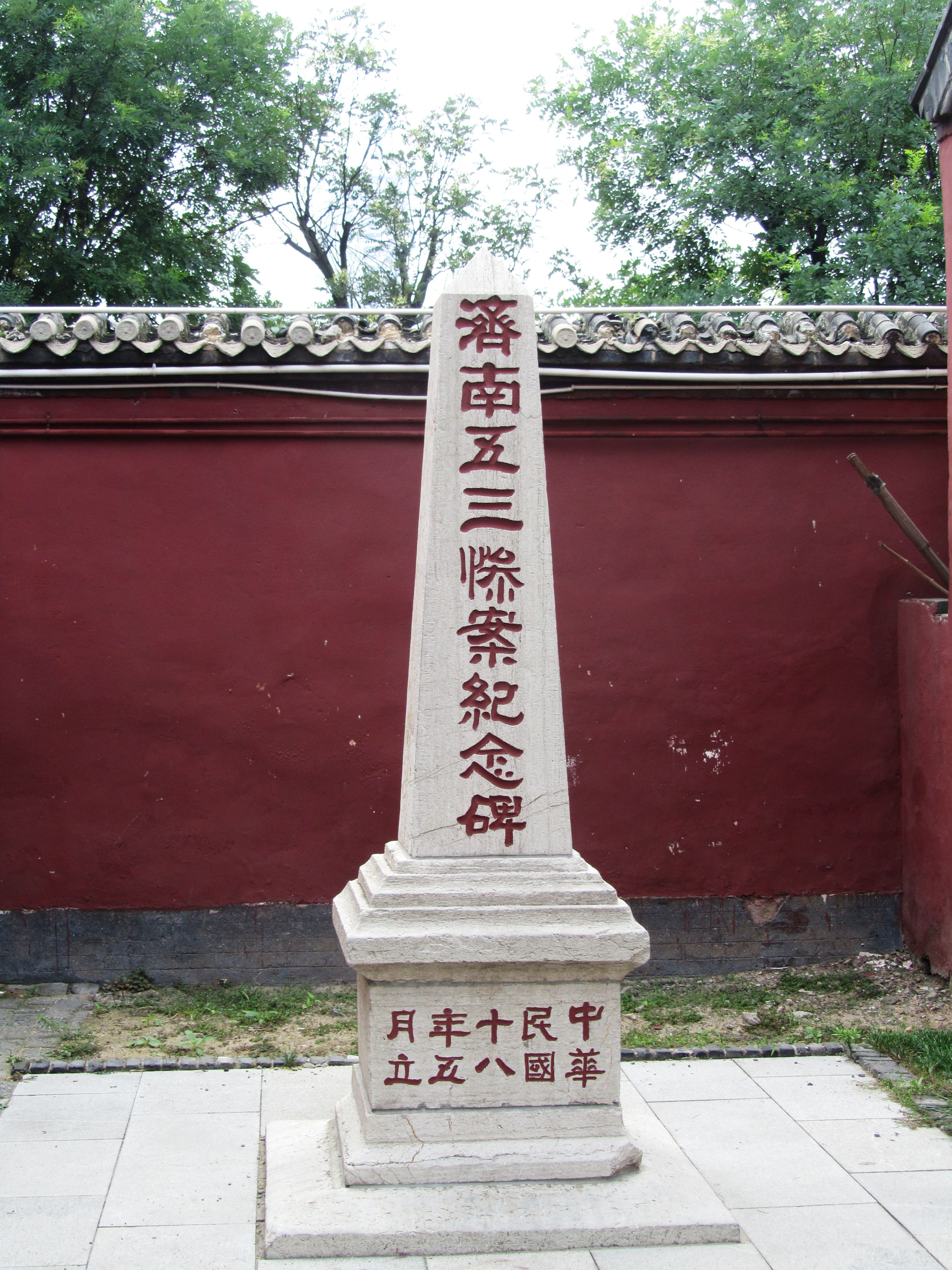
济南五三惨案纪念碑
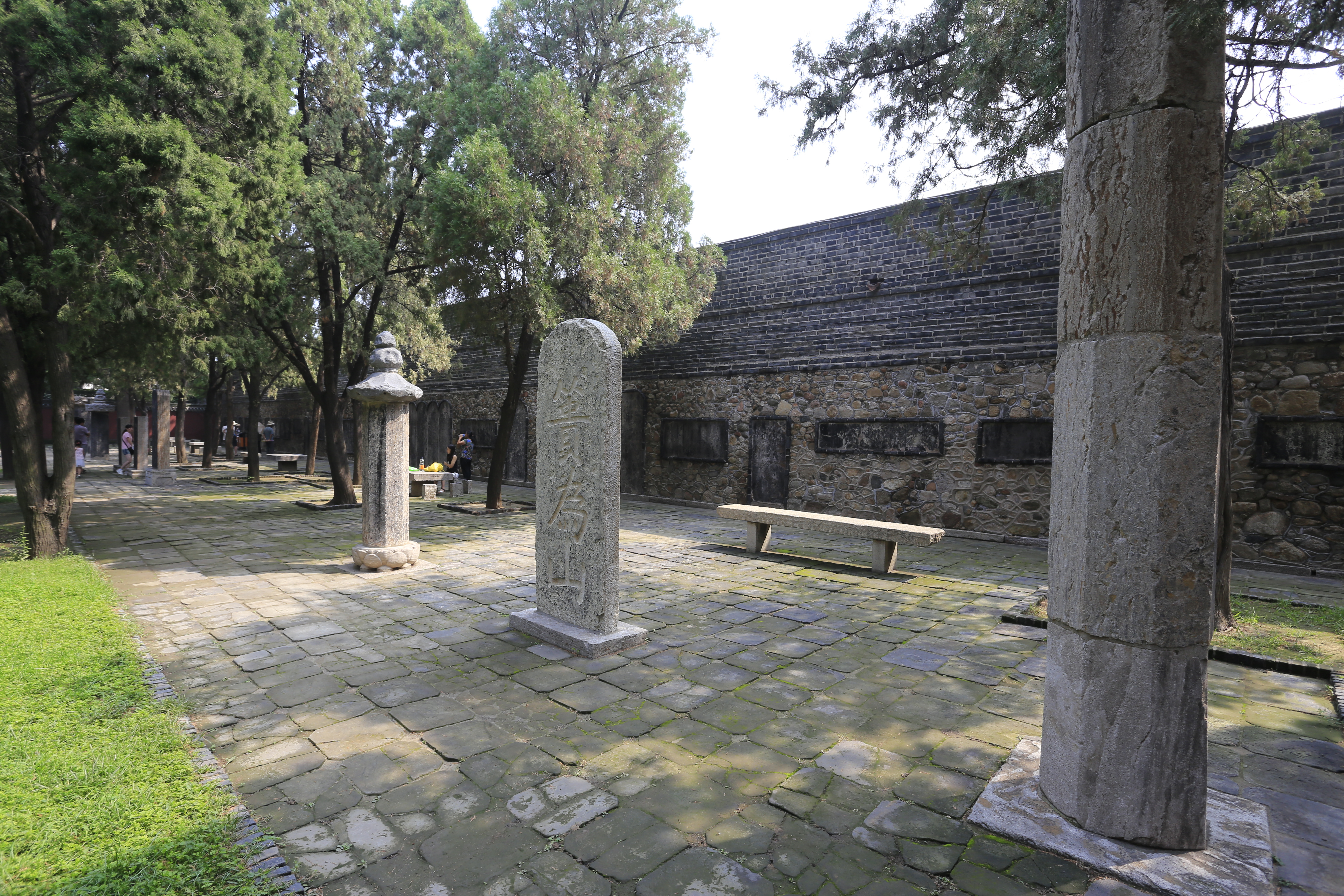
汉柏院石碑
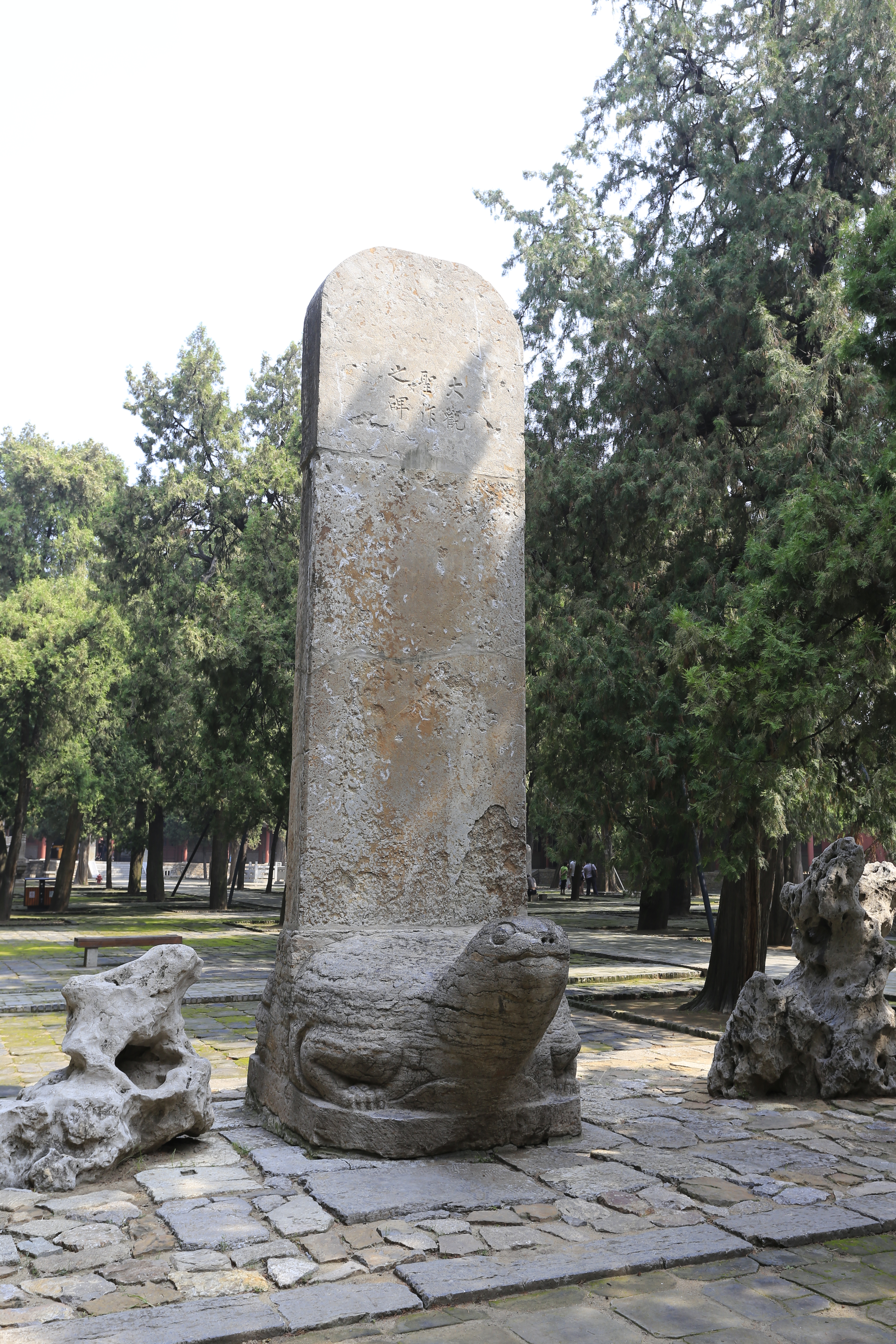
《大观圣作之碑》
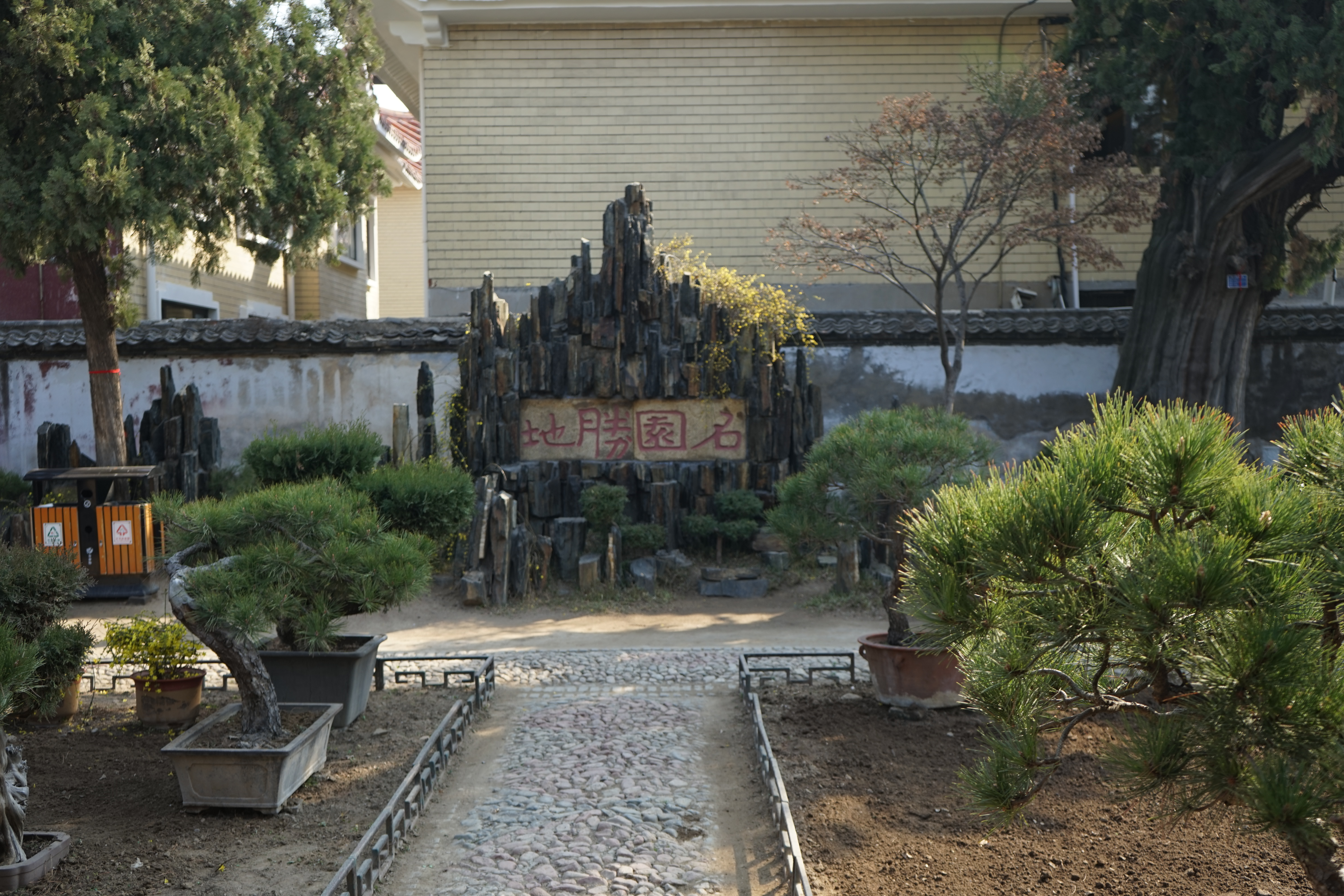
紫园园内
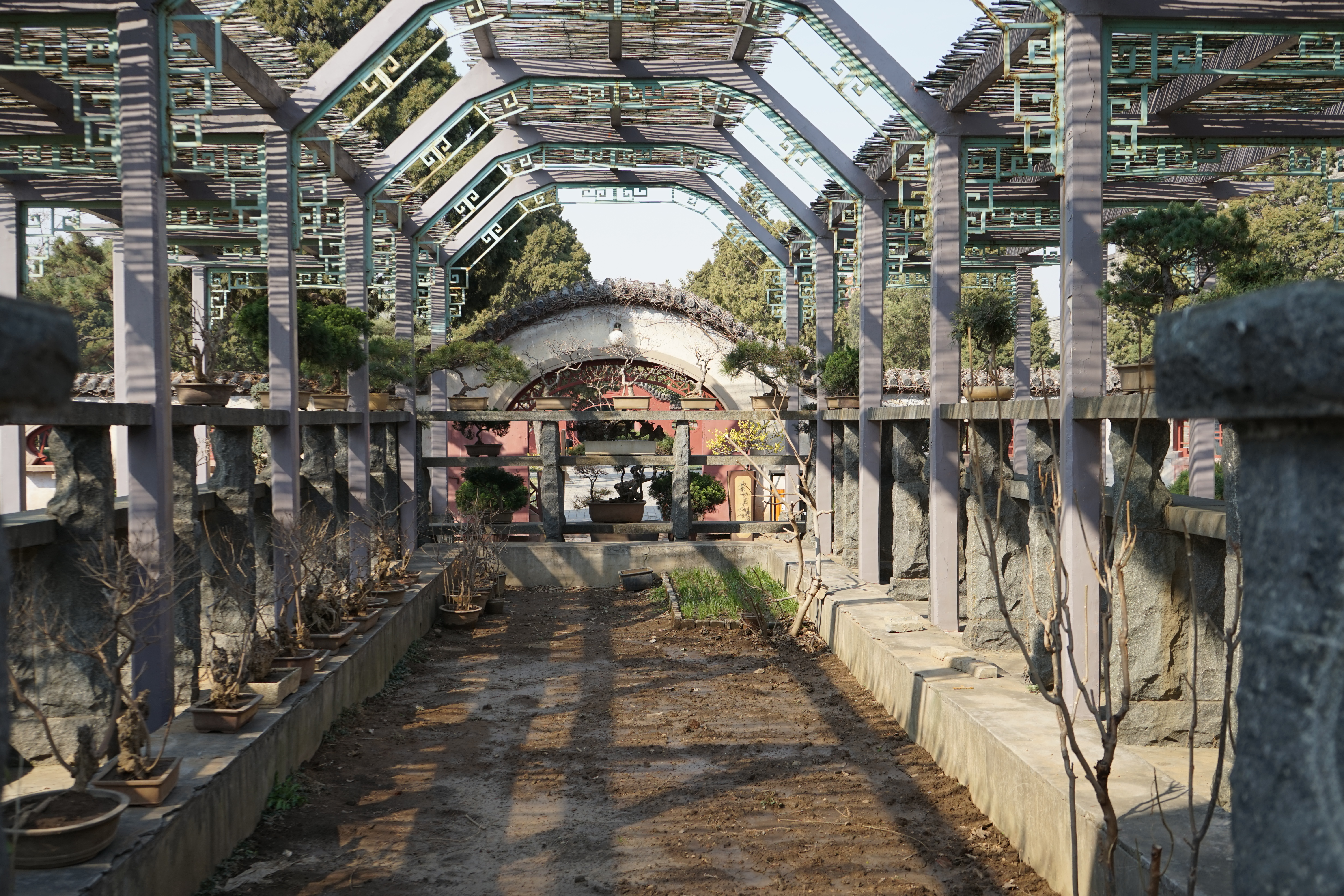
紫园园内
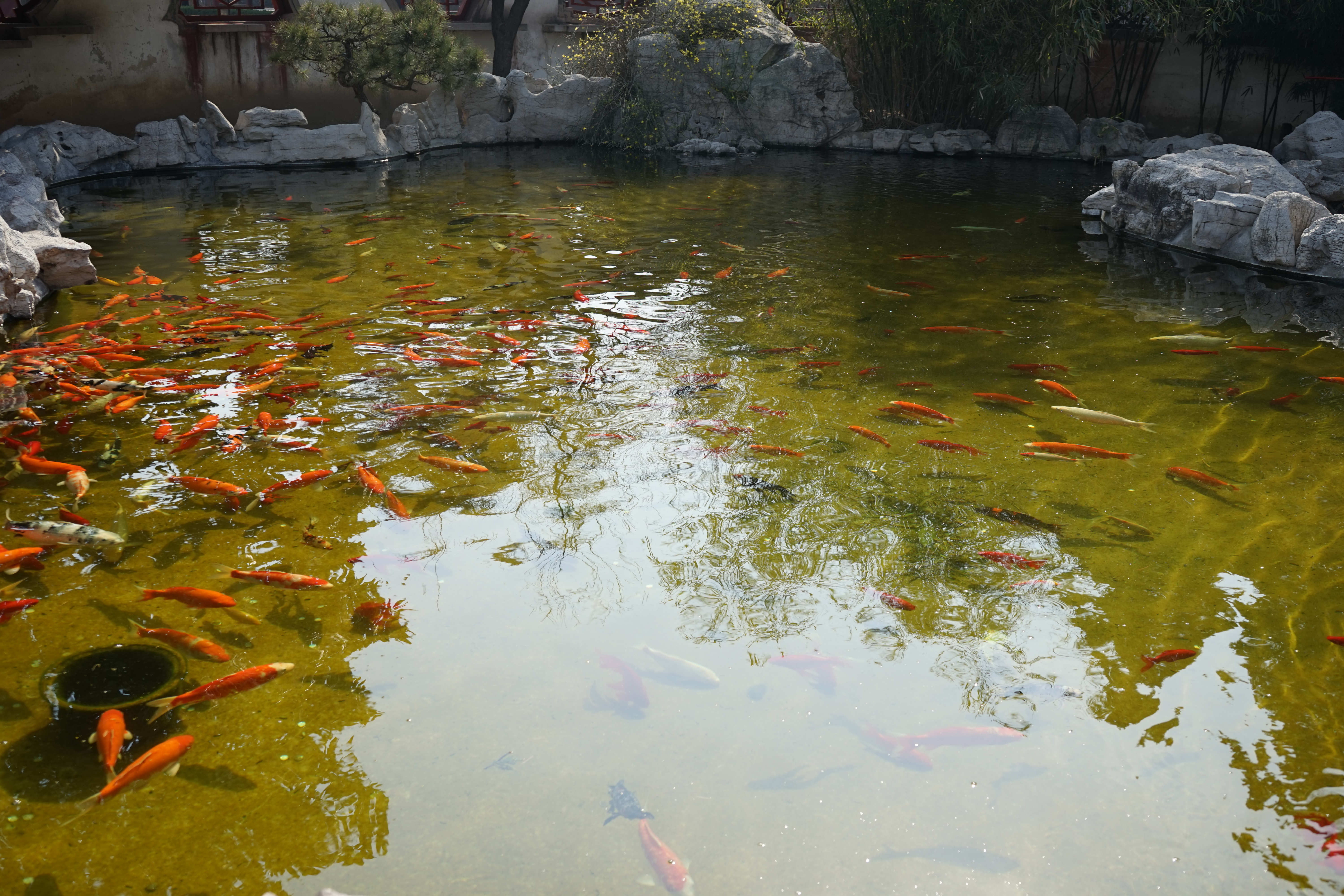
素景园池塘
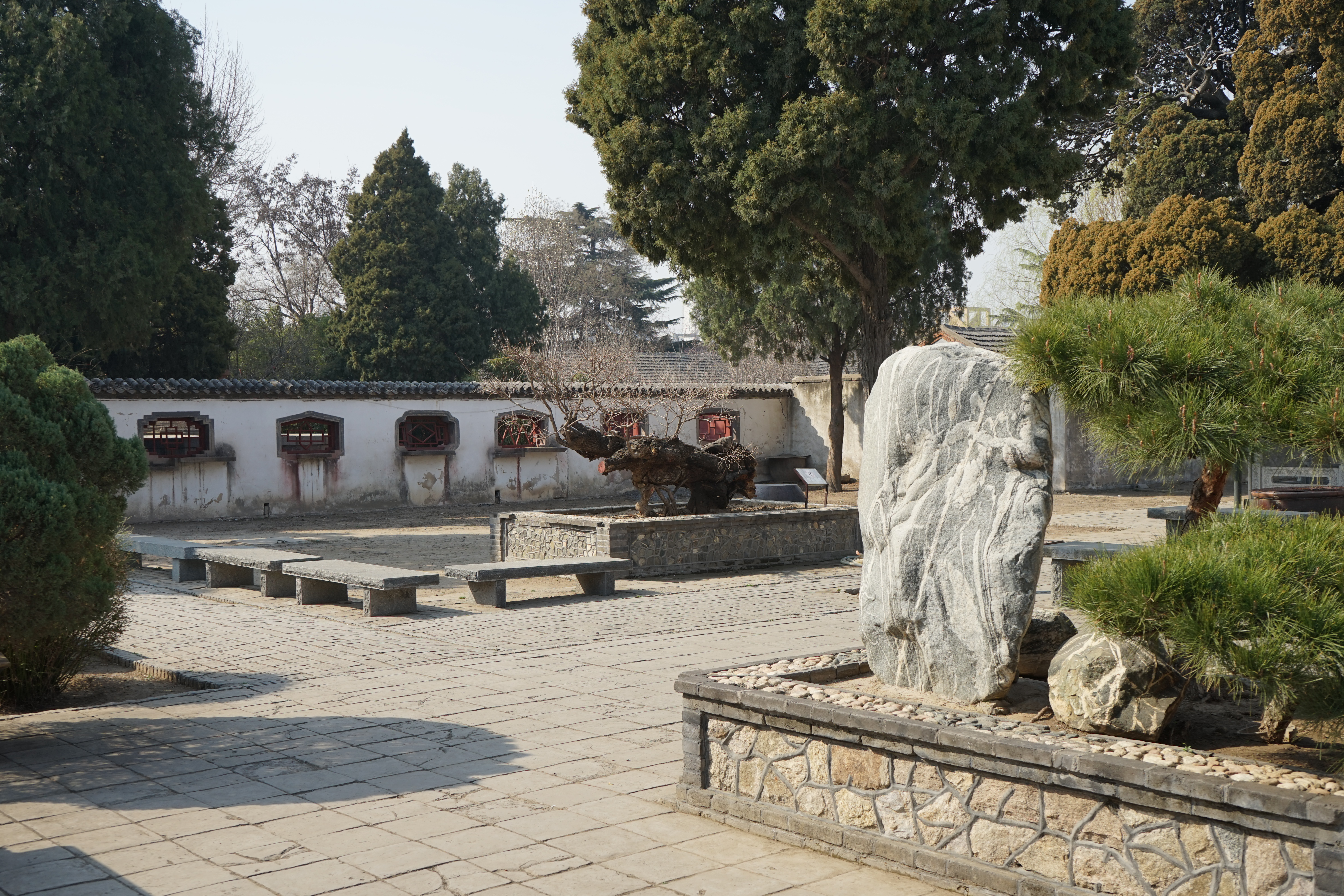
素景园园内
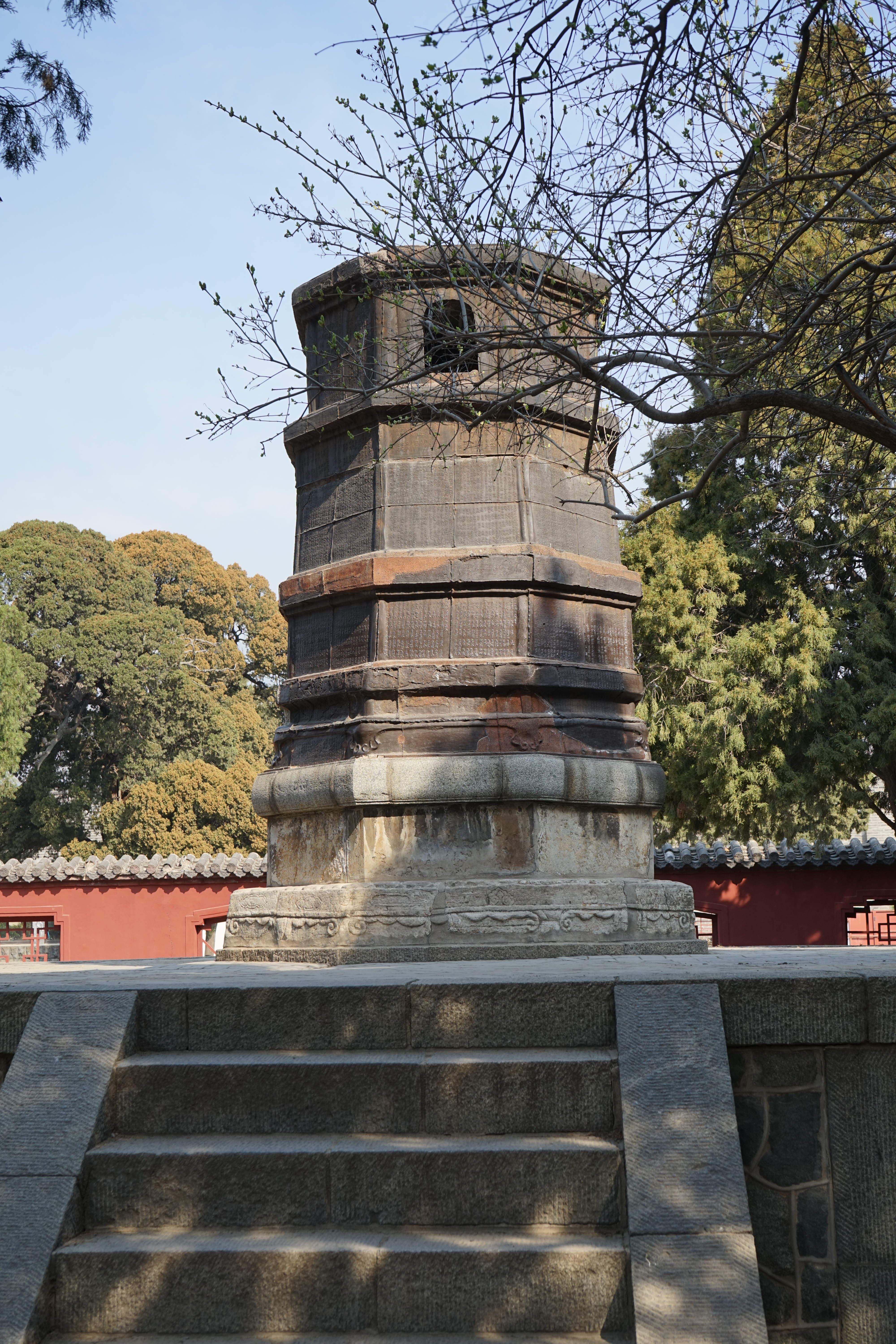
岱庙铁塔
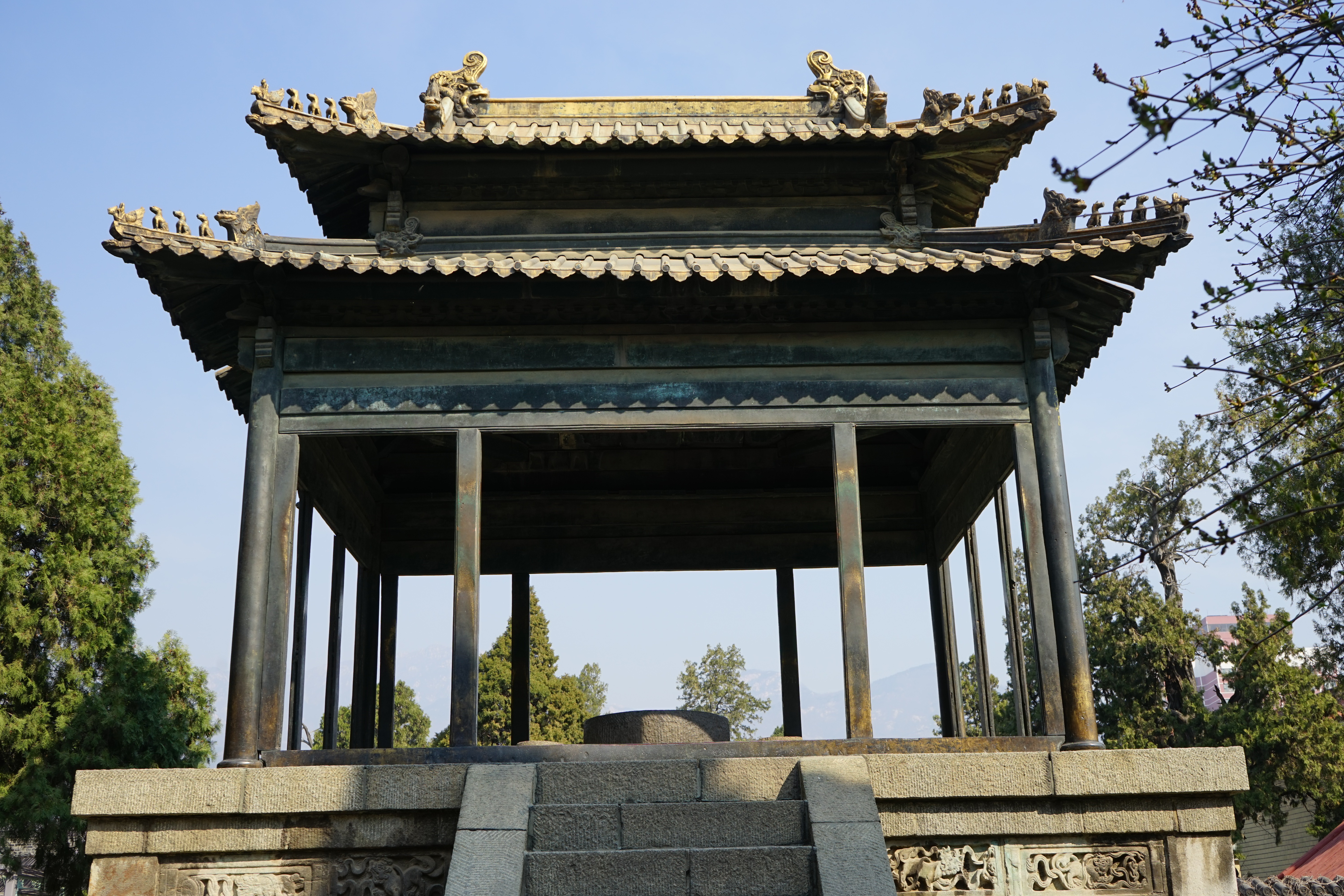
岱庙铜亭
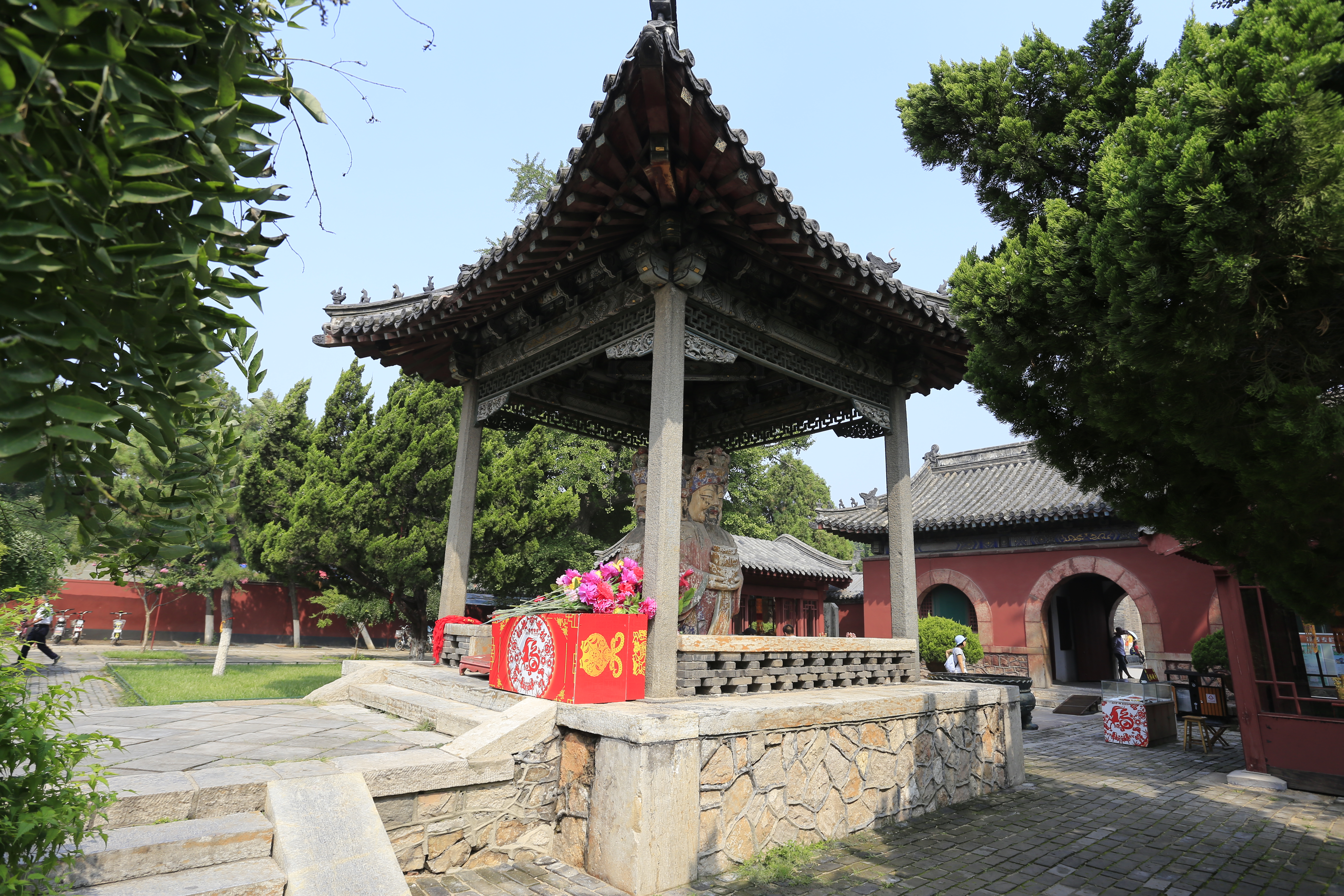
遥参亭正殿北侧四角方亭
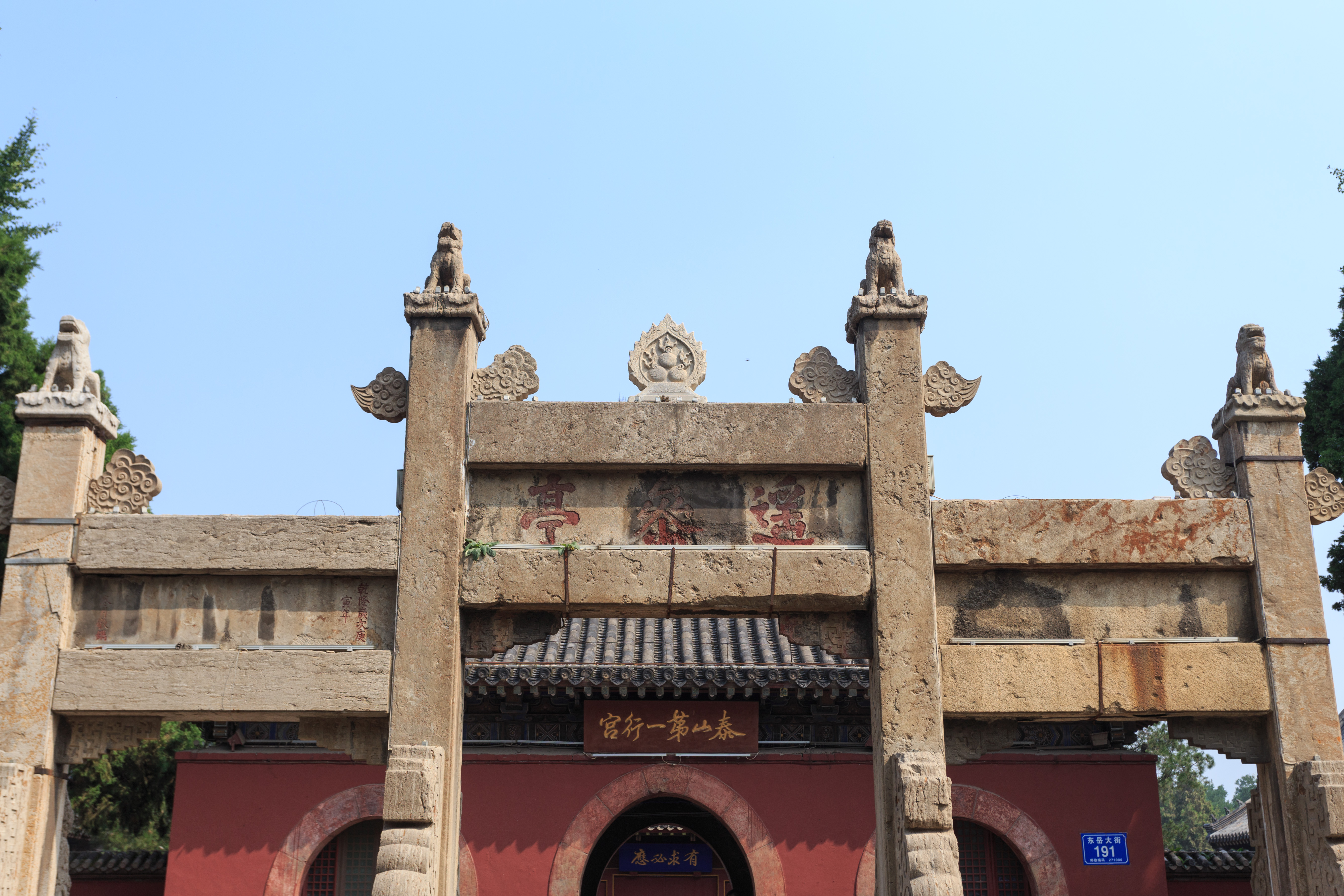
遥参坊
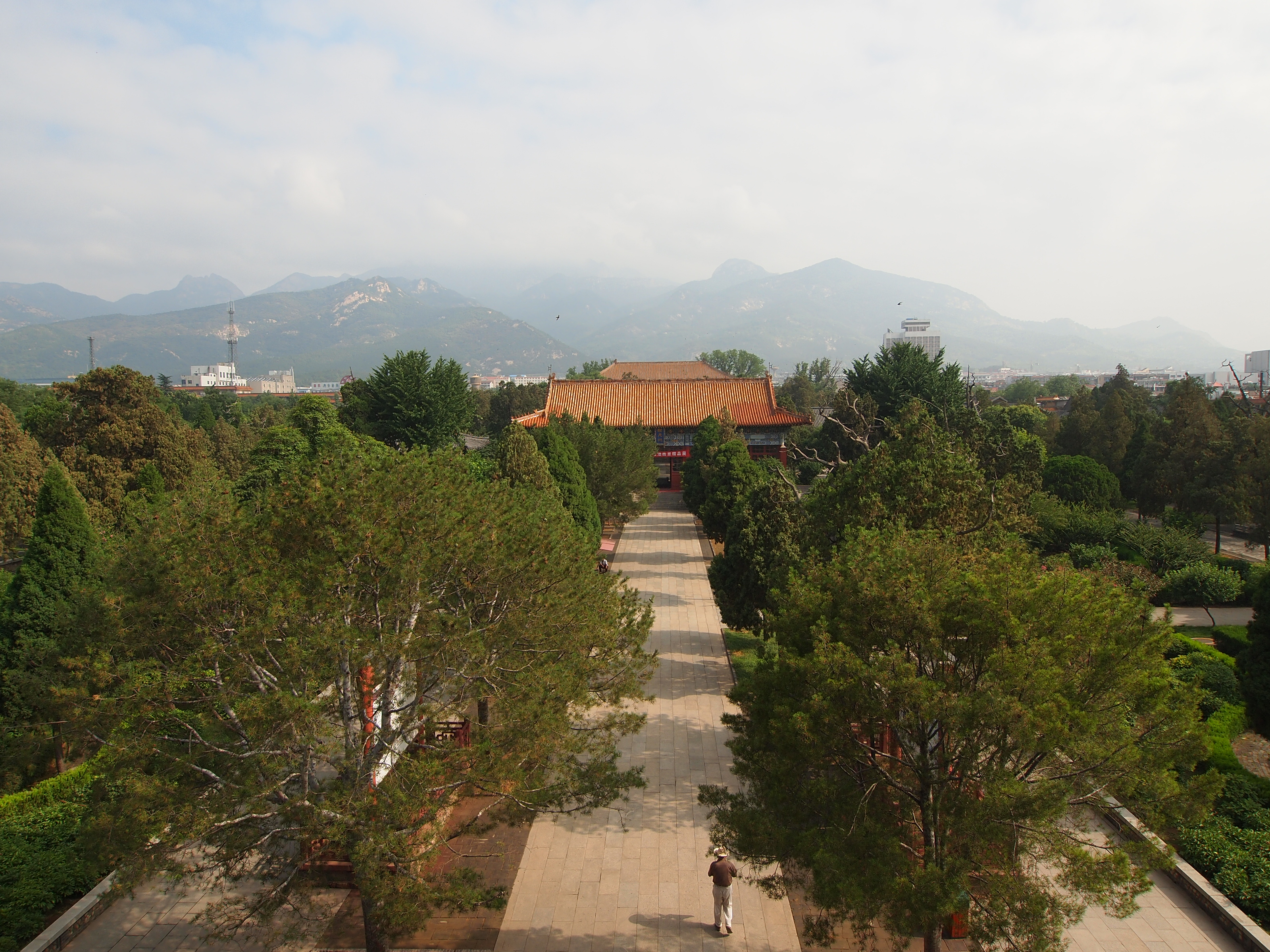
岱庙中轴线
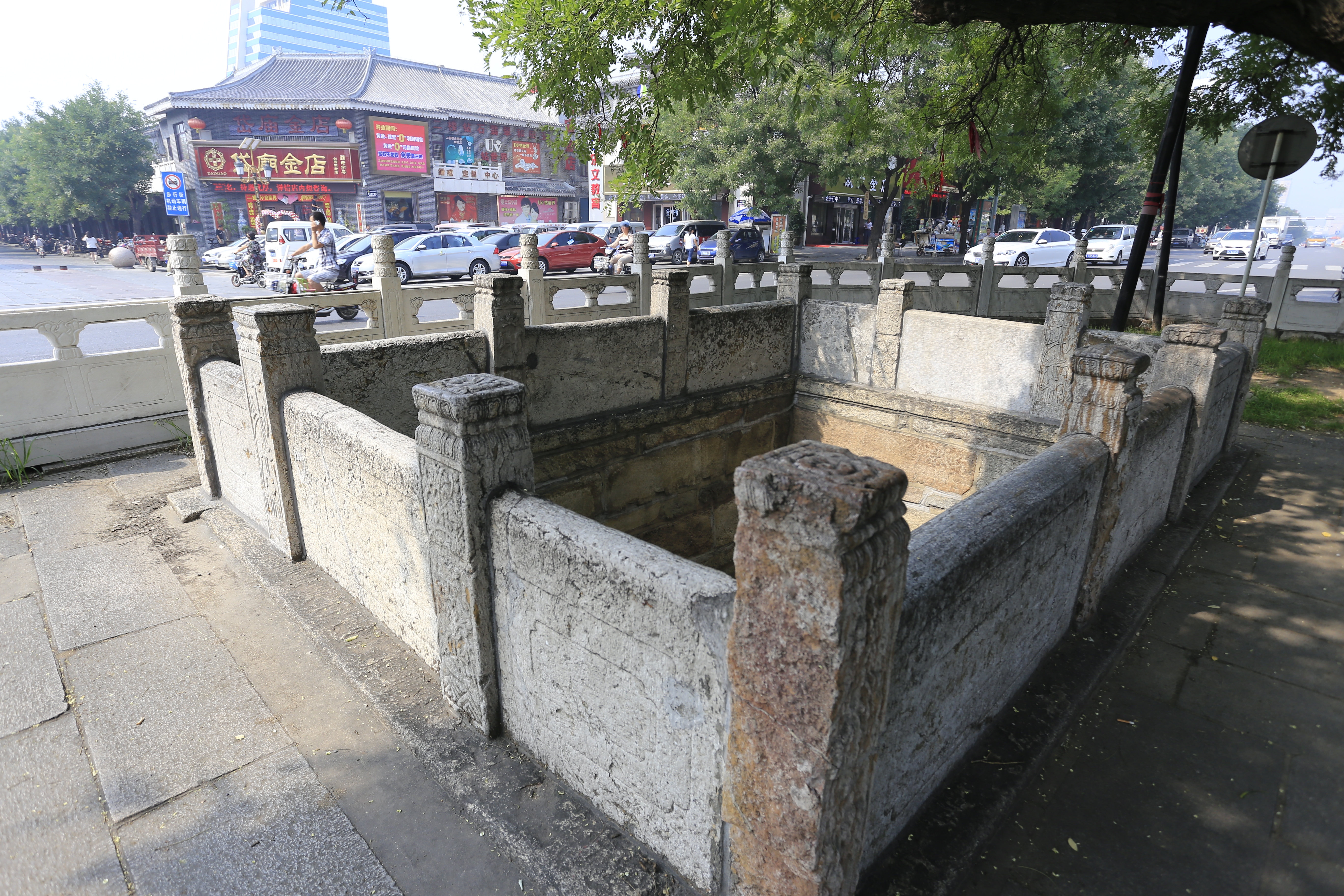
双龙池（清光绪六年增建）
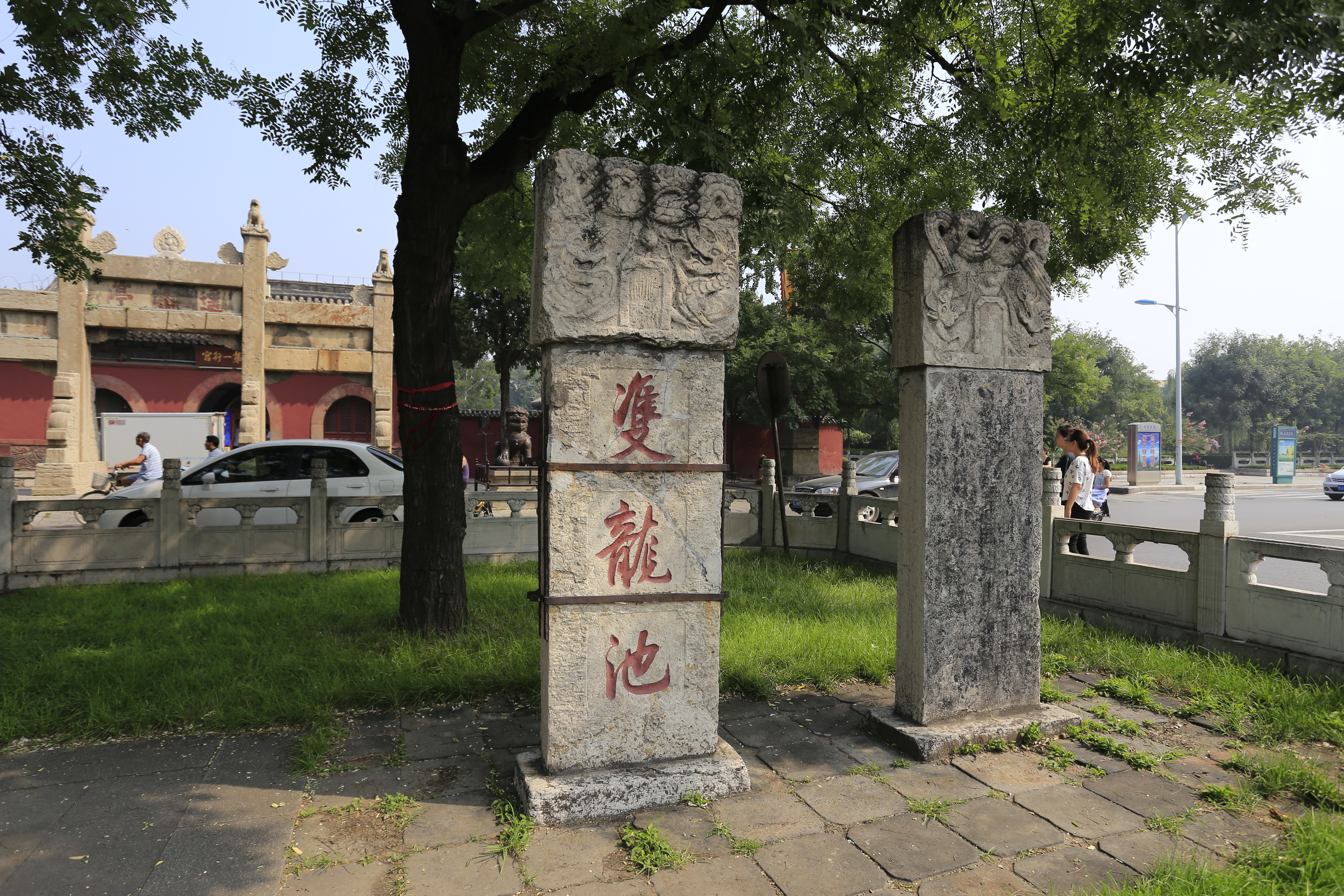
双龙池碑
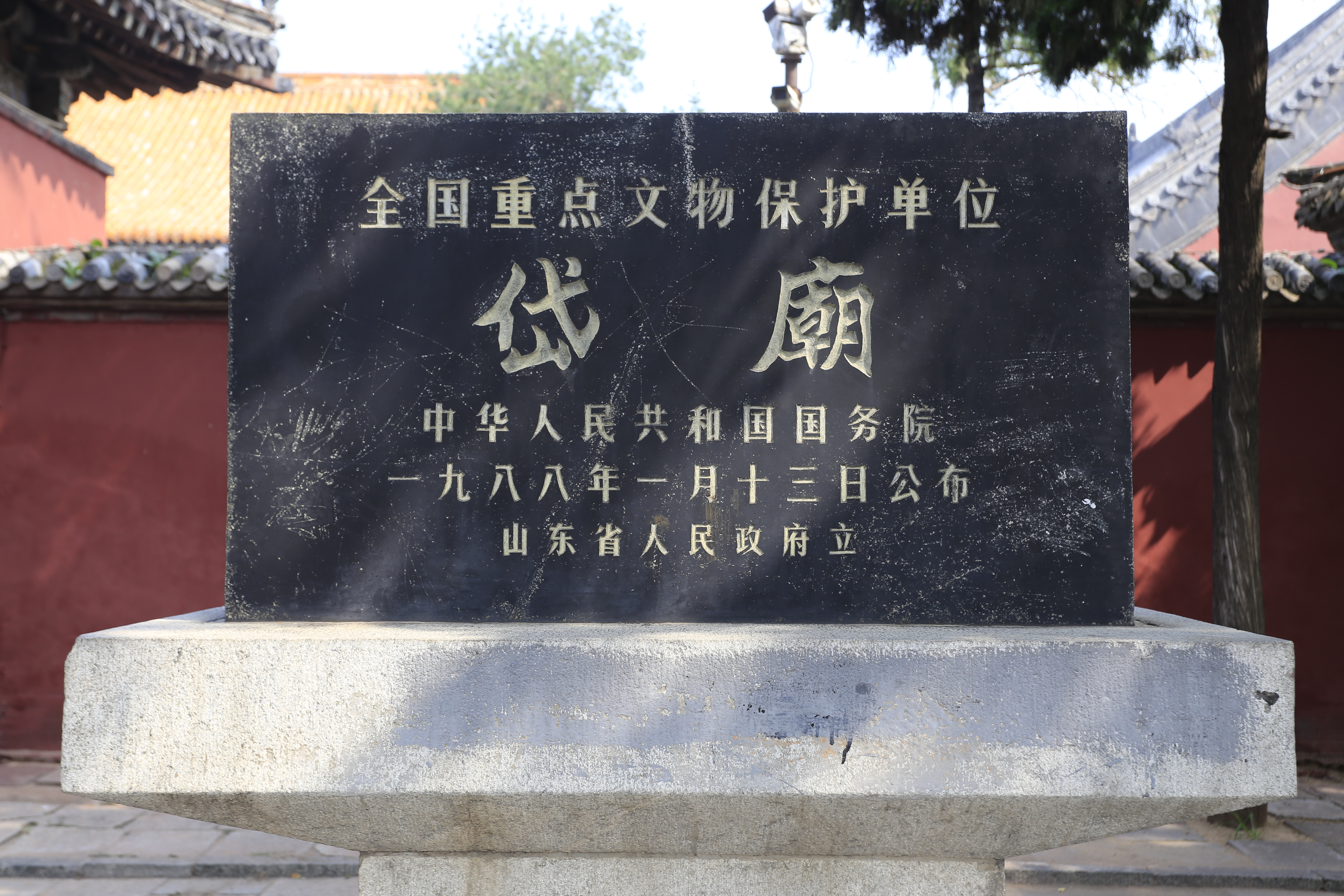
文保碑

## 外部連結
- 岱庙（泰安市博物馆）官方網站 （页面存档备份，存于）